# Turismo in Andhra Pradesh

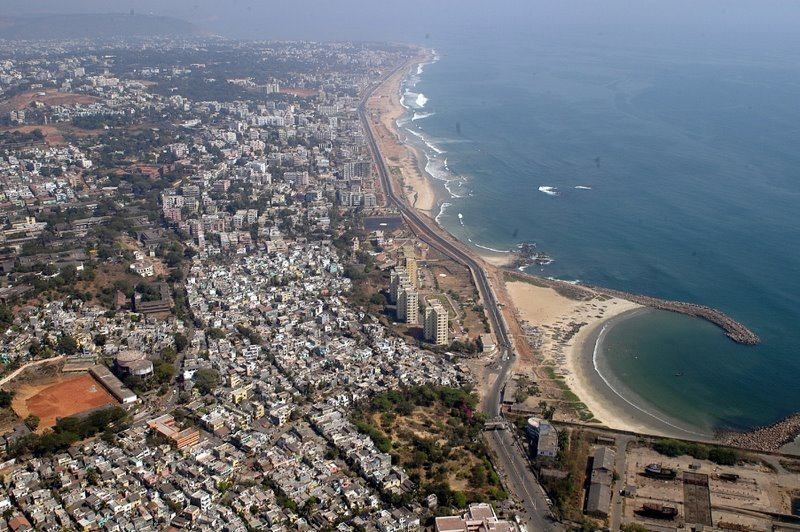
Veduta panoramica di Visakhapatnam.

Il turismo in Andhra Pradesh possiede una gran varietà di attrazioni sia per i visitatori nazionali che per quelli stranieri, tra cui spiagge, colline, grotte, fauna selvatica, foreste e complessi templari. L'"Andhra Pradesh Tourism Development Corporation" (APTDC) è un ente pubblico statale che promuove il turismo all'interno dell'Andhra Pradesh, il quale descrive lo Stato federato come il Koh-i-Noor dell'India.

## Mete turistiche

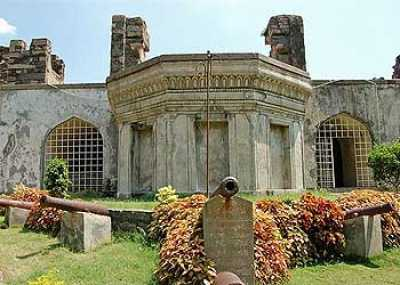
Palazzo interno al forte Kondapalli.

La città di Visakhapatnam ha molte attrazioni turistiche, come il parco di Kailashagiri vicino al mare, il "Museo Visakha", l'"Indira Gandhi Zoological Park", il museo sottomarino dell'"INS Kursura (S20)" e il Faro.
Le mete delle visite a Vijayawada includono la struttura del "Prakasam Barrage", il forte Kondapalli, il fiume Krishna, l'isola fluviale di Bhavani e molti altri parchi della città.
Il centro urbano di Rajahmundry, situato sulle rive del fiume Godavari è una delle principali attrazioni dello Stato.

## Turismo naturalistico

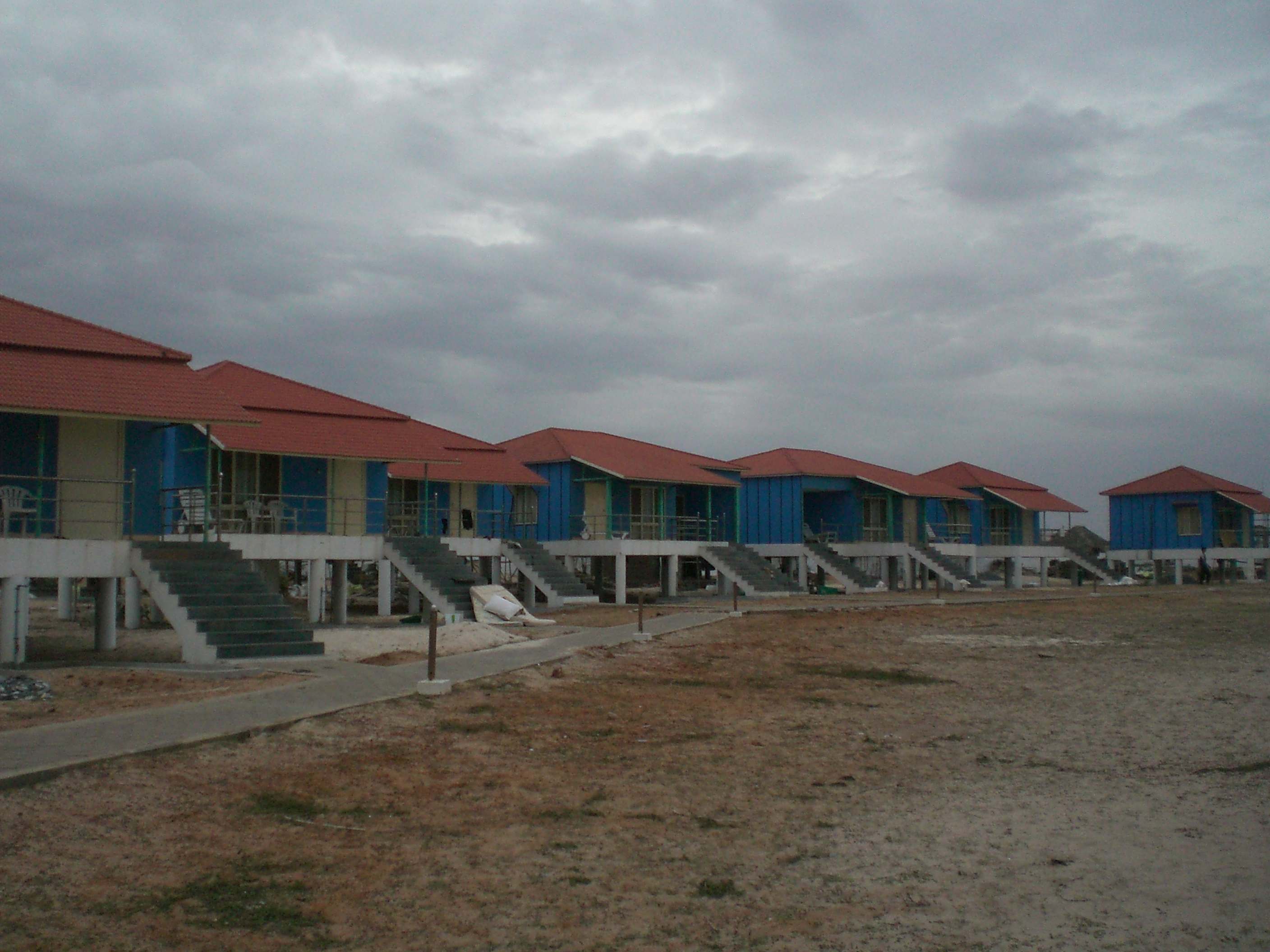
Cottages governativi a Suryalanka Beach

### Spiagge
Visakhapatnam ha molte belle spiagge lungo il Golfo del Bengala e cioè RK Beach (Ramakrishna Mission Beach), Rishikonda, Lawson Bay Beach, ecc; vi sono inoltre altre spiagge lungo tutta la costa dello Stato, come Suryalanka Beach, che si trova a 9 km da Bapatla nel distretto di Guntur.

### Grotte

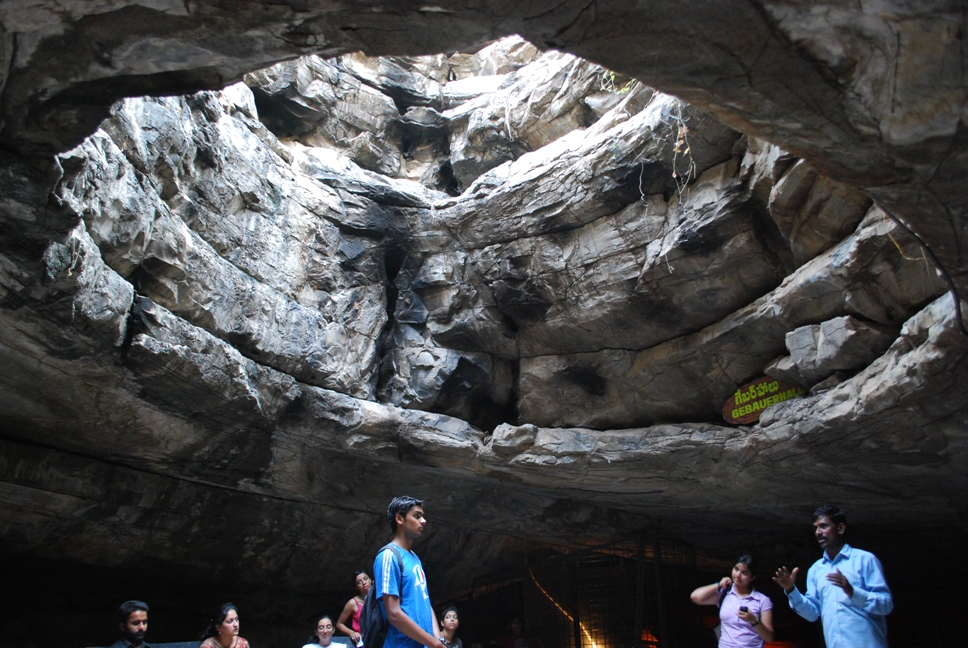
Le grotte Belum.

Le grotte Borra nelle colline Ananthagiri dei Ghati Orientali, nei pressi di Vishakapatnam ad una altitudine di circa 800-1300 metri sono famose per le formazioni di stalattiti e stalagmiti lunga milioni di anni; esse sono state scoperte dal geologo britannico William King George nel 1807. Le grotte hanno ottenuto il loro nome da una formazione all'interno delle cavità che sembra fatta a somiglianza del cervello umano, che in lingua Telugu è noto come Burra.
Le grotte Belum nel distretto di Kurnool hanno una lunghezza di 3.229 metri, il che le rende la seconda più grande serie di grotte naturali presenti nel subcontinente indiano. Le Grotte Belum derivano il loro nome dal Bilum, la parola sanscrita per indicare le cavità naturali del terreno. Le grotte sono costituite da lunghi passaggi, spaziose camere interne e gallerie d'acqua dolce. Il punto più profondo delle grotte è di 120 piedi (37 m) dall'ingresso ed è noto come Patalaganga.

### Colline e valli

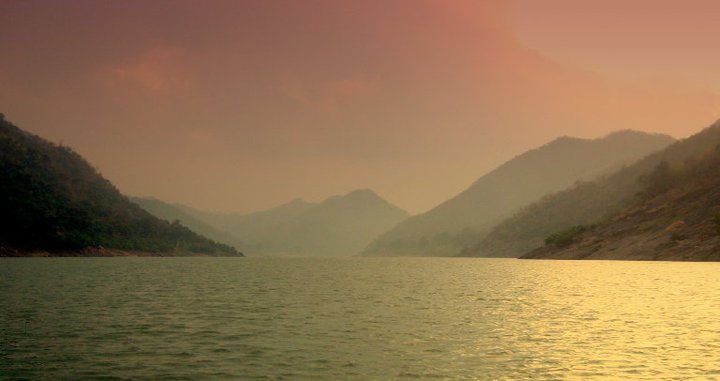
Le prime ore del mattino nella gola di Papikondalu, tra le "Papi Hills".

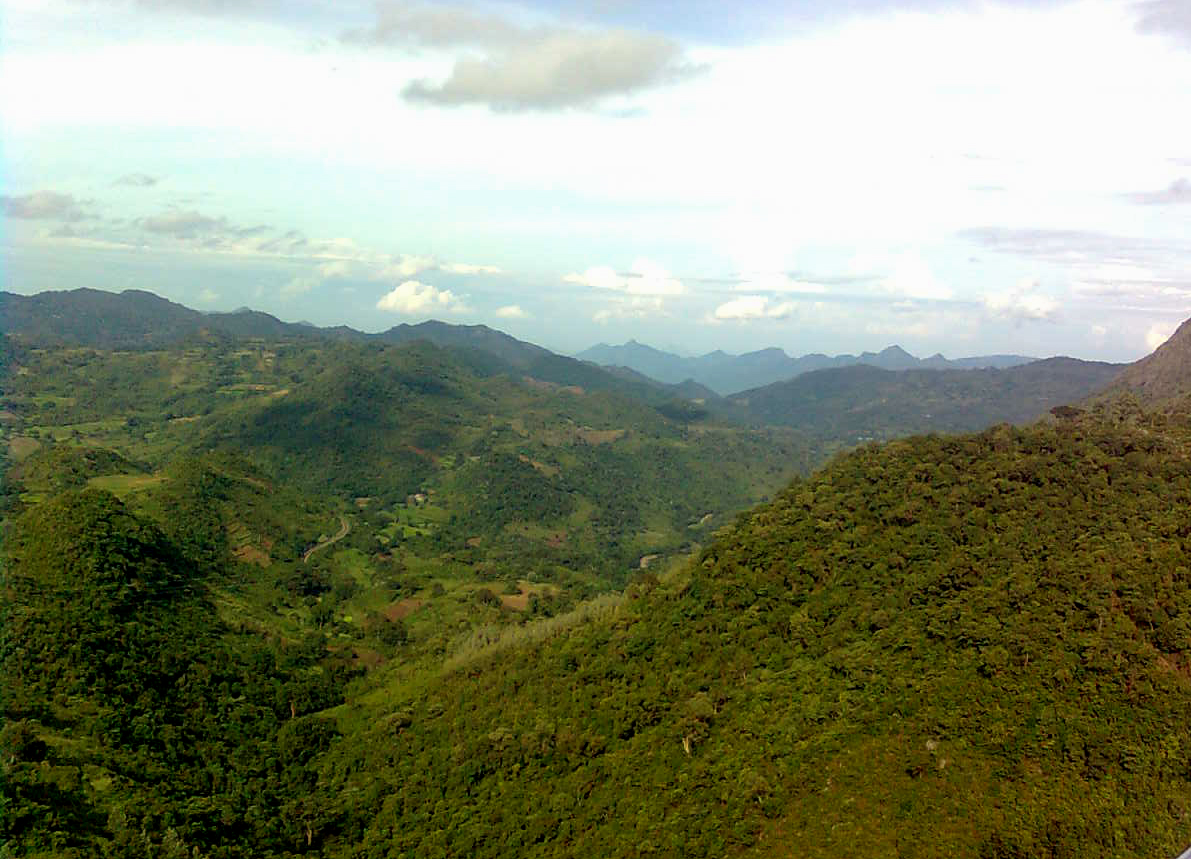
Veduta panoramica dell'Araku Valley.

Araku Valley è una stazione di collina nel distretto di Visakhapatnam. Il Anantagiri e Sunkarimetta Reserved Forest, che fanno parte dell'Araku Valley, sono ricchi di biodiversità ed hanno fitti boschi, piantagioni di caffè e cascate. Questa bellezza paesaggistica attira un gran numero di turisti.
Horsley Hills è una località collinare estiva nel distretto di Chittoor; si trova ad un'altitudine di 1.265 metri e attrae molti turisti; il sito è inoltre il punto di partenza per la "Koundinya Wildlife Sanctuary" ad una distanza di 87 km (54 miglia). La gola panoramica delle Papi Hills situate nel distretto di Khammam vicino a Bhadrachalam, che circonda il fiume Godavari è anch'essa assai famosa.

### Boschi e laghi
Konaseema è un'area del distretto del Godavari Orientale particolarmente adatta per gli amanti della natura, con verdeggianti scene di risaie e boschetti di cocco lungo le rive del fiume Godavari e dei suoi canali.
Il lago Kolleru è uno dei più grandi laghi d'acqua dolce in India e si trova tra il fiume Krishna (fiume) e il delta del Godavari. Il lago è stato dichiarato un santuario della fauna selvatica, oltre che essere designato come una zona umida di importanza internazionale. Il rifugio si estende su una superficie di 308 km². Durante la stagione invernale, molti uccelli, come la gru siberiana, l'ibis e la cicogna migrano fin qui direttamente dalla Siberia e da altri paesi per nidificare nel santuario, che è situato a circa 65 km dalla città di Vijayawada.

## Siti religiosi e di pellegrinaggio

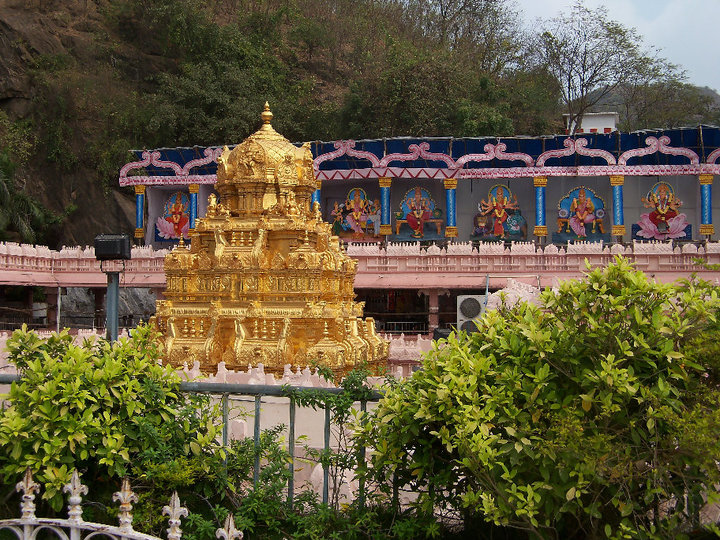
Interno del tempio Kanaka Durga.

Molti templi dello Stato e santuari, moschee e chiese attirano variegate schiere di pellegrini. La maggior parte dei templi furono costruiti durante l'epoca dell'impero di Vijayanagara. Un certo numero di festival sono organizzati con migliaia di turisti che li visita. Alcuni di questi templi famosi sono:
- Il "tempio Tirumala Venkateswara" situato nella città di Tirumala nel distretto di Chittoor è un importante luogo di pellegrinaggio per i fedeli dell'induismo di tutta l'India.
- Il "tempio di Mallikarjuna Swamy" situato a Srisailam nelle colline Nallamala del distretto di Kurnool
- Il "tempio Kanaka Durga" dedicato alla Dea Durgā è situato sulla collina Indrakeeladri nella città di Vijayawada, sulle rive del fiume Krishna.
- Simhachalam, che si trova su una collina 20 chilometri a nord del centro di Visakhapatnam, è un altro luogo di pellegrinaggio popolare di importanza nazionale. Simhachalam si dice che sia la dimora del dio salvatore Narasiṃha.

I cinque antichi templi indù-mandir di Shiva, noti come Pancharama Kshetras, sono quelli di Amararama (ad Amaravati), Draksharama (situato sulla sponda orientale del fiume Godavari), Somarama (a Bhimavaram), Ksheerarama (a Palacole) e Kumararama (a Samalkota). Altri luoghi religiosi includono il tempio di Srikalahasti nel distretto di Chittoor, lo "Swami Raghavendra Mutt" di Mantralayam nel distretto di Kurnool, il tempio del Signore Venkateswara di Dwaraka Tirumala nel distretto del Godavari Occidentale, il tempio di Annavaram sulle rive del fiume Pamba nel distretto del Godavari Orientale ed il tempio di Arasavalli-Sūrya nel distretto di Srikakulam ecc, sono anch'essi luoghi di culto per la divina adorazione nello Stato.
Lo Stato ha infine anche numerosi centri buddhisti a Amaravati, Nagarjunakonda, Bhattiprolu, Ghantasala, Nelakondapalli, Dhulikatta, Bavikonda, Thotlakonda, Shalihundam, Pavuralakonda, Bojjannakonda (Sankaram), Phanigiri e Kolanpaka.

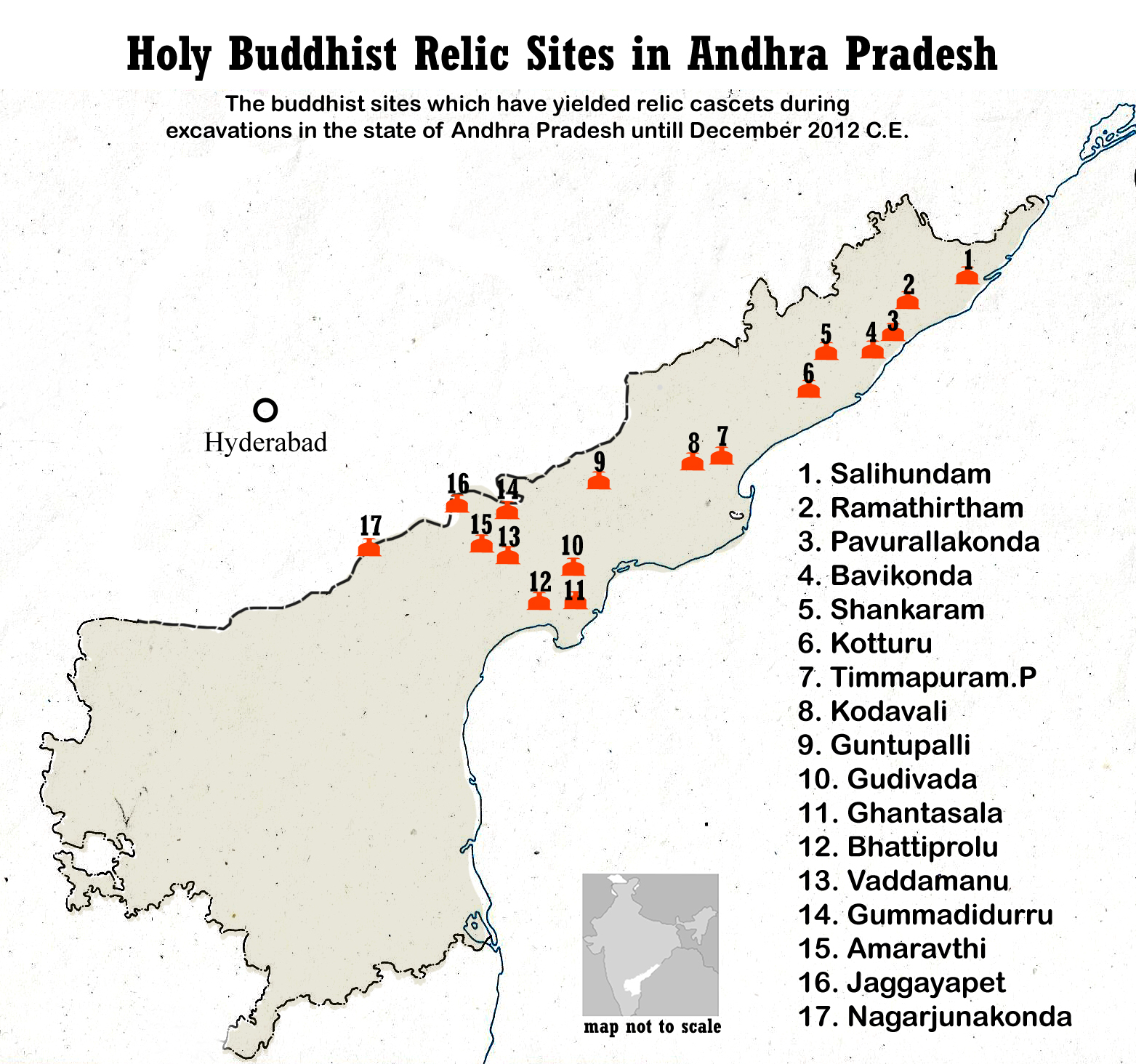
Mappa dei siti religiosi buddihsti in Andra Pradesh.